# Sportåret 1789

## Händelser

### Boxning

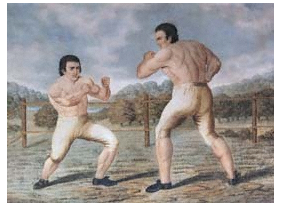
Målning föreställande matchen mellan Tom Johnson (till vänster) och Isaac Perrins i Banbury.

- 11 februari – Tom Johnson besegrar Michael Ryan i Rickmansworth och försvarar därmed sin engelska mästerskapstitel i tungvikt. Matchen varar i 33 minuter över tolv ronder.[1]

- 6 maj – Daniel Mendoza besegrar Richard Humphries i Stilton. Matchen varar i en timme och tio minuter över 65 ronder.[2]

- September – Tom Johnson ska möta Ben Brain, men matchen ställs in eftersom Brain är sjuk.[1]

- 22 oktober – Tom Johnson besegrar Isaac Perrins i Banbury och försvarar därmed sin engelska mästerskapstitel i tungvikt. Matchen varar i en timme och 15 minuter över 62 ronder. Matchen kan ha ägt rum den 22 november.[1]

- 23 oktober – Ben Brain besegrar Jack Jacombs i Banbury. Matchen varar i en timme och 25 eller 26 minuter över 36 ronder.[3]

- 18 december – Ben Brain besegrar Tom Tring i Dartford. Matchen varar i 19 minuter över tolv ronder.[3]

### Cricket
- Okänt datum – Hampshire CCC, även känd som Hambledon Club, vinner County Championship (en inofficiell titel fram till 1890, då de första officiella mästarna koras).